# Umfahrung Silvaplana
Die Umfahrung Silvaplana (rätoromanisch im Idiom Puter sviamaint da Silvaplauna) umfährt den Ort Silvaplana im Oberengadin seit dem Juni 2018. Die Gemeinde Silvaplana übernahm eine Vorschussfinanzierung dieses Teilstücks der Julierpassstrasse, um den Baubeginn bereits im Sommer 2010 zu gewährleisten und nicht erst 2012, wie ursprünglich vom Tiefbauamt des Kantons Graubünden vorgesehen.
Erste Überlegungen zu einer Entlastung des Ortskerns von Silvaplana vom motorisierten Verkehr gab es bereits 1929. Seit dem Jahr 1950 wurden drei Umfahrungsprojekte ausgearbeitet, kamen aber vor allem wegen Finanzierungsfragen zum Verteilschlüssel zwischen Bund, Kanton und Kommune und wegen Anwohnereinsprachen nicht zur Realisierung.
Die Gesamtlänge der Umfahrung beträgt 1470 Meter. Herzstück der Streckenführung ist ein 750 Meter langer Tunnel, der aufgrund einer 8,5 Prozent betragenden Längsneigung hohen Sicherheitsanforderungen genügen muss. Fünf Fluchtausgänge führen über parallel zur Strasse verlaufende Stollen.
Das Eingangsportal liegt in der letzten Haarnadelkurve bei Pignia Nord vor dem Ortskern, das Ausgangsportal bei Piz Sura. Von dort führt die Umfahrung zu einem Kreisel am Lej da Champfèr, wo sie in die Engadinerstrasse mündet.
Die alte Julierpassstrasse bleibt für den Langsamverkehr erhalten und wird in Notfällen als Ersatzstrecke zum Einsatz kommen.

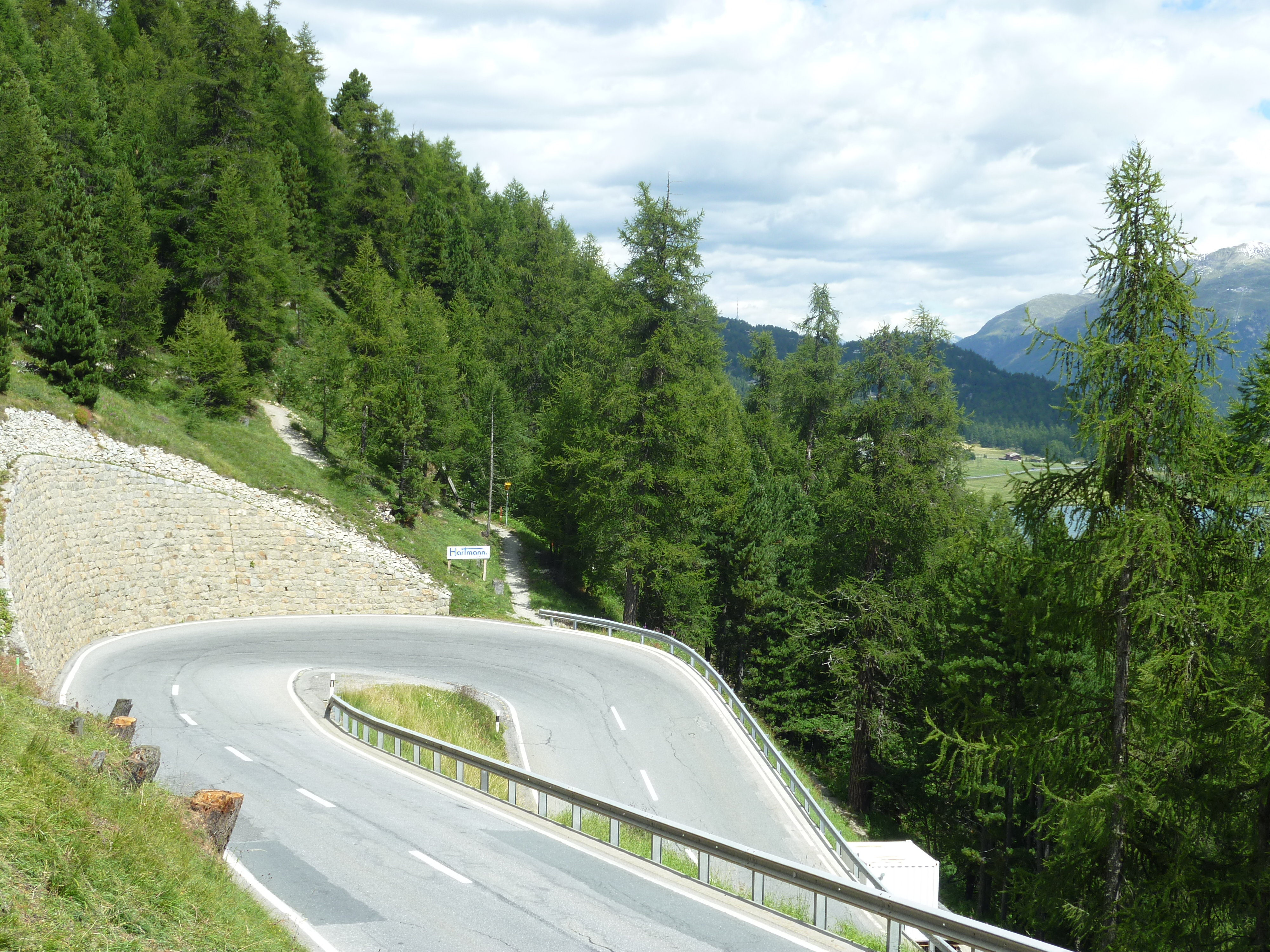
Letzte Kurve der Julierstrasse im August 2010: hier beginnt bzw. endet die Umfahrung
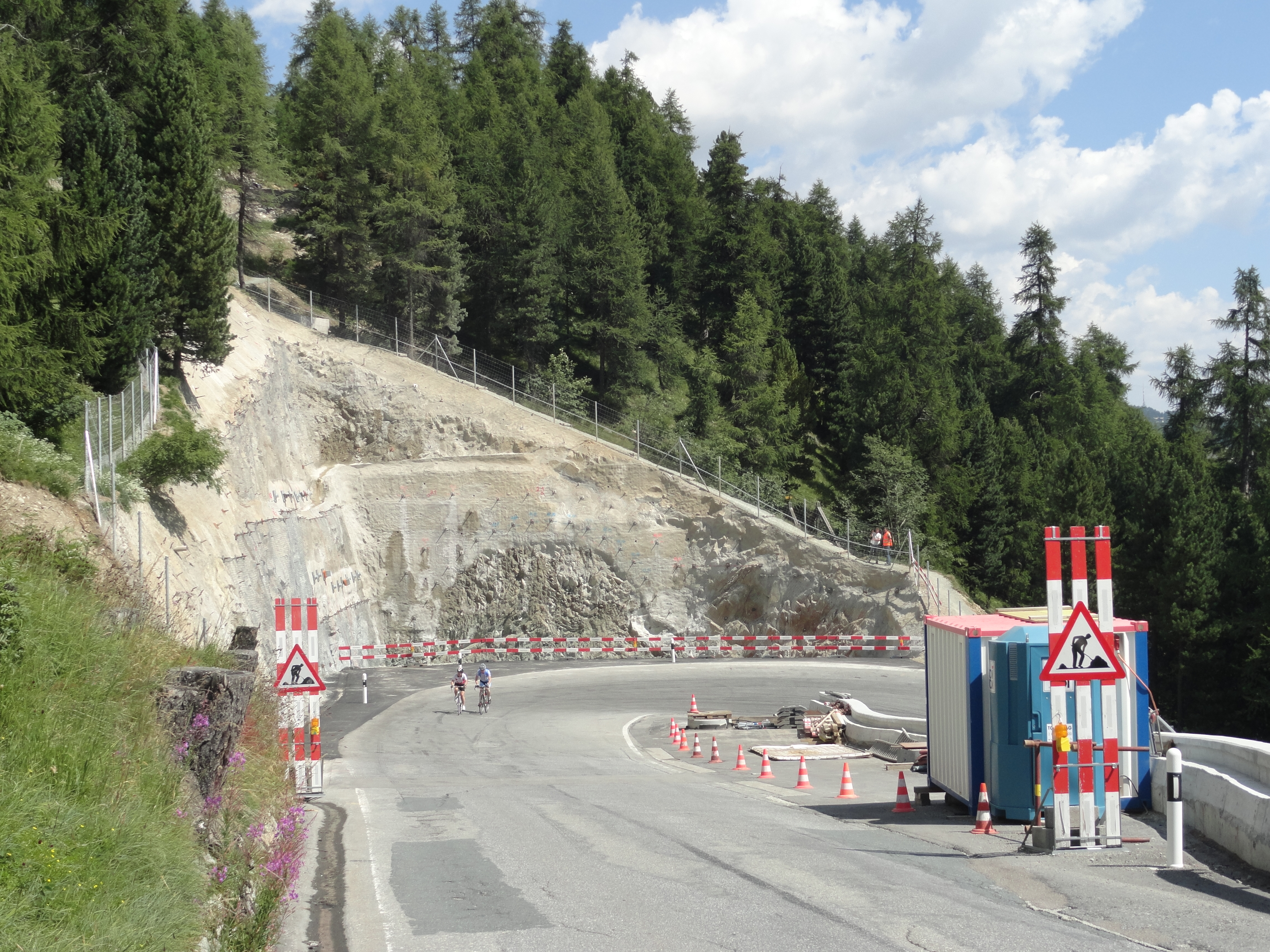
Gleiche Stelle im Juli 2012
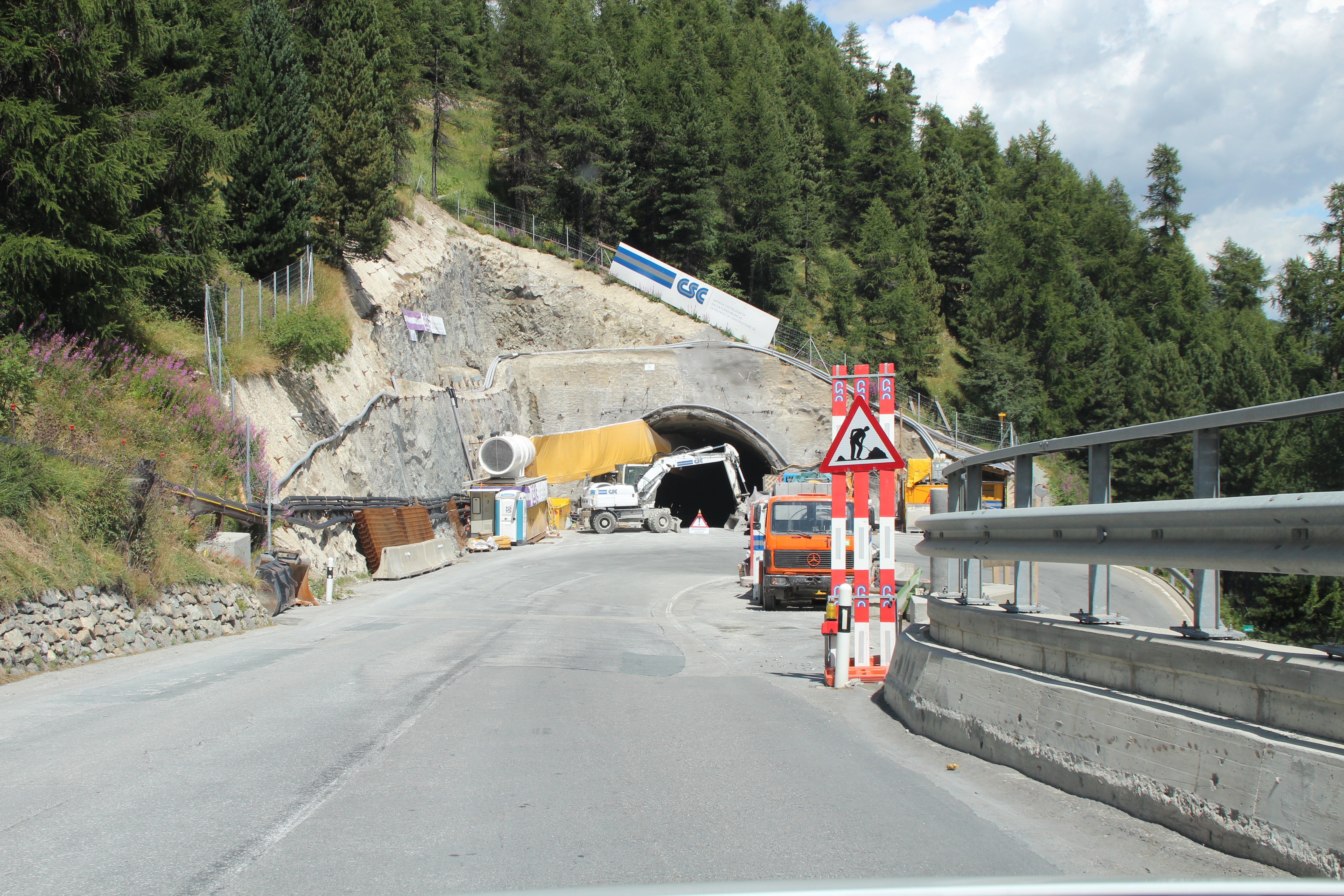
Juli 2015
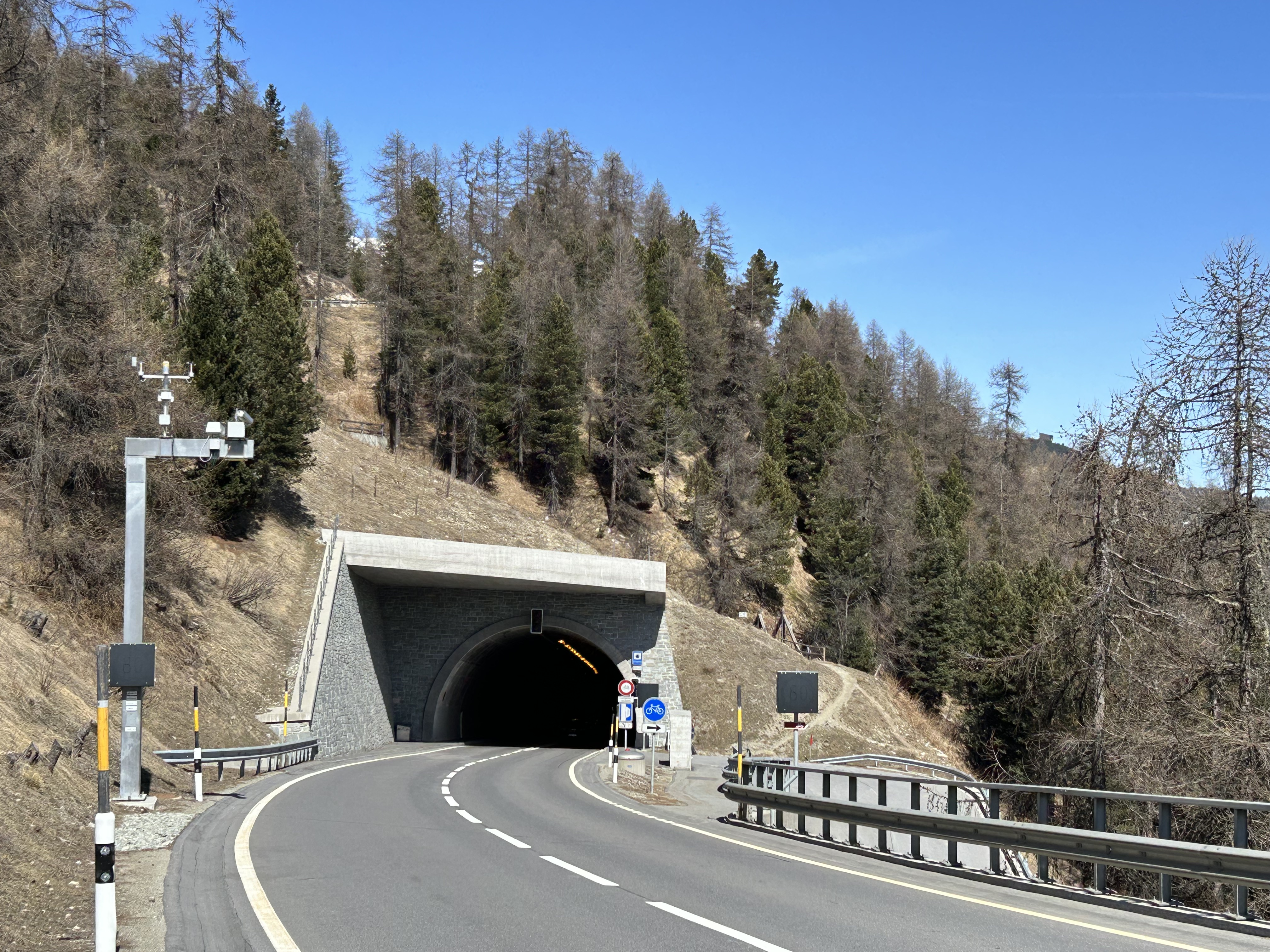
April 2023